# Щавно (Куявсько-Поморське воєводство)
Щавно (пол. Szczawno) — село в Польщі, у гміні Скрвільно Рипінського повіту Куявсько-Поморського воєводства.
Населення — 175 осіб (2011).
У 1975-1998 роках село належало до Влоцлавського воєводства.

## Демографія
Демографічна структура станом на 31 березня 2011 року:
|          | Загалом | Допрацездатний вік | Працездатний вік | Постпрацездатний вік |
| -------- | ------- | ------------------ | ---------------- | -------------------- |
| Чоловіки | 99      | 18                 | 67               | 14                   |
| Жінки    | 76      | 20                 | 36               | 20                   |
| Разом    | 175     | 38                 | 103              | 34                   |